# Clément Magloire-Saint-Aude
Clément Magloire-Saint-Aude, né le 2 avril 1912 à Port-au-Prince où il est mort le 27 mai 1971, est un poète d'inspiration symboliste et surréaliste haïtien, « d'ascendance mi-noire mi-caraïbe. » Il est père d’une petite fille né le 1 janvier 1939 sous le nom d’Hélène Magloire.

## Biographie
Avec la création de la revue Les Griots, en 1937, Clément Magloire-Saint-Aude joue un rôle certain dans le développement de la culture haïtienne, aux côtés du poète Carl Brouard et du jeune François Duvalier.
 De son vrai nom Clément Magloire, il adopte le pseudonyme de Magloire-Saint-Aude (contraction du nom de son père, Clément Magloire, directeur du journal Le Matin, et de sa mère) fin 1941.
Très marqué par la poésie de Stéphane Mallarmé, il découvre ensuite le surréalisme, et surtout les œuvres d'André Breton en 1941, quand paraissent ses premiers poèmes.
 En juin 1944, il rencontre Aimé Césaire, venu de la Martinique pour une conférence à Port-au-Prince.
Il rencontre ensuite André Breton, lors de son séjour à Haïti en 1945, en compagnie de Pierre Mabille (conseiller culturel à l'Ambassade de France) et Wilfredo Lam. Breton est fortement ébloui par sa poésie, et en 1947 présente un choix de ses poèmes dans Le Figaro littéraire, court texte de présentation qui sera ensuite repris dans La Clé des champs. Breton y évoque « la pierre philosophale ou presque, la note inouïe qui dompte le tumulte, la dent unique où la roue d'angoisse engrène sur l'extase » ; et conclut : « Le superbe dédain du poète, au berceau de qui la fée caraïbe a rencontré “la fée africaine” surprise par Rimbaud, et dont je n'oublierai jamais les accents d'un soir - porteurs de l'île prodigieuse - l'abrite heureusement de nos rumeurs, impassible et hors d'atteinte à côté d'une bouteille de rhum. »
Marginal et solitaire, Magloire-Saint-Aude s'est toujours tenu à l'écart de tout engagement politique ou militantisme, s'agissant par exemple de la cause des noirs. C'est ainsi que Léopold Sédar Senghor l'a intentionnellement ignoré, estimant que ce poète noir n'avait pas suffisamment affirmé sa négritude ; pas d'expression politique d'une solidarité de couleur ou de condition chez ce « témoin d'un monde mal fait, pour reprendre les termes de Philippe Thoby-Marcelin, [qui] promène un dos gauche et fatigué, mais avec la fierté farouche d'un peau-rouge inadapté ». Il était plutôt un « révolté anti-révolutionnaire », un révolté du désengagement, souvent ivre et seul, d'aucun parti, d'aucun mouvement, « un être marginal, politiquement irrécupérable », selon cet autre poète haïtien, Georges Castera. Dans une lettre à Jacques Veuillet, qui est le premier à éditer en France les trois recueils poétiques de Magloire-Saint-Aude, le poète donne lui-même ces « éléments biographiques » en esquisse de curriculum vitae : « Pas de titre universitaire. Pas de voyages. Anticonformiste. A tourné le dos à la “société”, et vit, retiré, dans la banlieue sud de Port-au-Prince. »

## Œuvre
Son œuvre publiée représente un volume plutôt mince, délibérément laconique, représentée avant tout par ses trois brefs, mais fulgurants, recueils poétiques, Dialogue de mes lampes (1941), Tabou (1941) et Déchu (1956), d'une écriture singulière, décantée, « à la croisée de la suggestion symboliste et de l'automatisme surréaliste », selon François Leperlier.
Parallèlement à son œuvre poétique, il se consacre au journalisme, écrivant quasiment jusqu'à sa mort un grand nombre d'articles et chroniques dans plusieurs journaux et quotidiens. Il publie également quelques textes en prose, versions retravaillées de ses chroniques et articles dans les journaux, œuvres courtes, incisives, qu'il nomme, avec désinvolture, ses travaux « d'écrivain professionnel ». Ces récits procèdent davantage du conte que de la chronique, mais s'inspirent de la vie quotidienne de Port-au-Prince, et en particulier de la vie errante et des bistrots.
Son dernier recueil de poèmes, Déchu (1956) met délibérément fin à son aventure poétique et à son « silence parlé » (Thoby-Marcelin). Véritable « chant du cygne » qui s'ouvre ainsi : « Pour mes lampes trépassées... / Bonne route, pèlerin », et se conclut par ce dernier poème : « Dernier lied, / Pâles amours solennelles... / Derniers feux. / Derniers jeux. / Pour mon Guignol / À mon trépas écarquillé / Sur les quais du silence. » Tous les textes ultérieurs sont des inédits ou publications posthumes.

## Œuvres

### Poésie
- Dialogue de mes lampes, Port-au-Prince, Presses de l'État, 1941, 11 p. ; réédition avec une préface de Philippe Thoby-Marcelin, Port-au-Prince, Œdipe, 1957.
- Tabou, Port-au-Prince, Imprimerie du Collège Vertières, 1941, 15 p.
- Déchu, Port-au-Prince, Imprimerie Œdipe, 1956, 16 p.
- Dialogue de mes lampes, suivi de Tabou et de Déchu, illustrations de Wilfredo Lam, Hervé Télémaque, Jorge Camacho, Paris, Jacques Veuillet, 1970
- Dimanche, Paris, Éditions Maintenant, 1973
- Dialogue de mes lampes et autres textes. Œuvres complètes, édition établie et présentée par François Leperlier, Paris, Jean-Michel Place éditeur, 1998

### Récits
- Parias. Documentaire, Port-au-Prince, Imprimerie de l'État, 1949, 100 p.
- Ombres et Reflets, Port-au-Prince, Imprimerie Pierre-Noël, 1952, 31 p.
- Veillée, Port-au-Prince, Imprimerie Renelle, 1956 ; réédition Montréal, Mémoire d'encrier, coll. « Feuilles volantes », 2003